# 小亨利·摩根索
小亨利·摩根索（Henry Morgenthau, Jr.，1891年5月11日—1967年2月6日），旧译毛根索、毛根韬、摩根韬，美国政治人物。

## 生平
1891年出生于纽约州纽约，曾任美国财政部长，提出摩根索计划。父亲是老亨利·摩根索。
1967年在纽约州波基普西去世。

## 荣誉

### 外国勋章奖章
- 特种大绶景星勋章（中华民国，1947年1月1日批准[1]）